# بايون (نيوجيرسي)
بايون (بالإنجليزية: Bayonne city, New Jersey) هي مدينة تقع بولاية نيوجيرسي في الولايات المتحدة. تبلغ مساحتها 28.72 كم2، وترتفع عن سطح البحر 2.1336 م، بلغ عدد سكانها 63,024 نسمة في عام 2010 حسب إحصاء مكتب تعداد الولايات المتحدة وتصل الكثافة السكانية فيها 2,194.4 نسمة لكل كيلومتر مربع (5,683.5/ميل2).

## التركيبة السكانية
حدّد مكتب تعداد الولايات المتحدة بيانات التركيبة السكانية لبايون في تعداد الولايات المتحدة. في ما يلي، التركيبة السكانية حسب تعدادي 2000 و2010.

### تعداد عام 2000
بلغ عدد سكان بايون 61,842 نسمة بحسب تعداد عام 2000، وبلغ عدد الأسر 25,545 أسرة وعدد العائلات 16,022 عائلة مقيمة في المدينة. في حين سجلت الكثافة السكانية 2,153.3 نسمة لكل كيلومتر مربع (5,577.0/ميل2). وبلغ عدد الوحدات السكنية 26,826 وحدة بمتوسط كثافة قدره 934.1 لكل كيلومتر مربع (2,419.3/ميل2).
وتوزع التركيب العرقي للمدينة بنسبة 78.64% من البيض و5.52% من الأمريكيين الأفارقة و0.17% من الأمريكيين الأصليين و4.14% من الأمريكيين ذوي الأصول الآسيوية و0.05% من سكان جزر المحيط الهادئ و7.46% من الأعراق الأخرى و4.02% من عرقين مختلطين أو أكثر و17.81% من الهسبانيون أو اللاتينيون من أي عرق.
بلغ عدد الأسر 25,545 أسرة كانت نسبة 30.5% منها لديها أطفال تحت سن الثامنة عشر تعيش معهم، وبلغت نسبة الأزواج القاطنين مع بعضهم البعض 42.8% من أصل المجموع الكلي للأسر، ونسبة 15.1% من الأسر كان لديها معيلات من الإناث دون وجود شريك، بينما كانت نسبة 4.8% من الأسر لديها معيلون من الذكور دون وجود شريكة وكانت نسبة 37.3% من غير العائلات. تألفت نسبة 32.8% من أصل جميع الأسر من عدة أفراد يعيشون في نفس المنزل ونسبة 15% كانت تتألف من شخص يعيش بمفرده يبلغ من العمر 65 عاماً أو أكثر. وبلغ متوسط حجم الأسرة المعيشية 2.42، أما متوسط حجم العائلات فبلغ 3.10.
بلغ العمر الوسطي للسكان 38.1 عاماً. وكانت نسبة 22.1% من القاطنين تحت سن الثامنة عشر، وكانت نسبة 8.2% بين الثامنة عشر والرابعة والعشرين عاماً، ونسبة 30.6% كانت واقعةً في الفئة العمرية ما بين الخامسة والعشرين والرابعة والأربعين عاماً، ونسبة 22.4% كانت ما بين الخامسة والأربعين والرابعة والستين، ونسبة 16.5% كانت ضمن فئة الخامسة والستين عاماً فما فوق. يوجد لكل 100 أنثى 89.6 ذكر، ويوجد لكل 100 أنثى في الثامنة عشر من عمرها فما فوق 86.0 ذكر.
بلغ متوسط دخل الأسرة في المدينة 41,510 دولارًا، أما متوسط دخل العائلة فبلغ 52,680 دولارًا. وكان متوسط دخل الذكور 40,149 دولارًا مقابل 33,955 دولارًا للإناث. وسجل دخل الفرد الخاص بالمدينة 21,581 دولارًا. وكانت نسبة 8.3% من العائلات ونسبة 10.1% من السكان تحت خط الفقر، وكان من هؤلاء نسبة 11.7% تحت سن الثامنة عشر ونسبة 11.6% في الخامسة والستين من العمر وما فوق.

### تعداد عام 2010
بلغ عدد سكان بايون 63,024 نسمة بحسب تعداد عام 2010، وبلغ عدد الأسر 25,237 أسرة وعدد العائلات 16,053 عائلة مقيمة في المدينة. في حين سجلت الكثافة السكانية 2,194.4 نسمة لكل كيلومتر مربع (5,683.5/ميل2). وبلغ عدد الوحدات السكنية 27,799 وحدة بمتوسط كثافة قدره 967.9 لكل كيلومتر مربع (2,506.8/ميل2).
وتوزع التركيب العرقي للمدينة بنسبة 69.21% من البيض و8.86% من الأمريكيين الأفارقة و0.31% من الأمريكيين الأصليين و7.71% من الأمريكيين ذوي الأصول الآسيوية و0.03% من سكان جزر المحيط الهادئ و10% من الأعراق الأخرى و3.88% من عرقين مختلطين أو أكثر و25.79% من الهسبانيون أو اللاتينيون من أي عرق.
بلغ عدد الأسر 25,237 أسرة كانت نسبة 32.1% منها لديها أطفال تحت سن الثامنة عشر تعيش معهم، وبلغت نسبة الأزواج القاطنين مع بعضهم البعض 41.1% من أصل المجموع الكلي للأسر، ونسبة 16.8% من الأسر كان لديها معيلات من الإناث دون وجود شريك، بينما كانت نسبة 5.7% من الأسر لديها معيلون من الذكور دون وجود شريكة وكانت نسبة 36.4% من غير العائلات. تألفت نسبة 31.6% من أصل جميع الأسر من عدة أفراد يعيشون في نفس المنزل ونسبة 11.8% كانت تتألف من شخص يعيش بمفرده يبلغ من العمر 65 عاماً أو أكثر. وبلغ متوسط حجم الأسرة المعيشية 2.49، أما متوسط حجم العائلات فبلغ 3.16.
بلغ العمر الوسطي للسكان 38.4 عاماً. وكانت نسبة 22.5% من القاطنين تحت سن الثامنة عشر، وكانت نسبة 8.9% بين الثامنة عشر والرابعة والعشرين عاماً، ونسبة 28.1% كانت واقعةً في الفئة العمرية ما بين الخامسة والعشرين والرابعة والأربعين عاماً، ونسبة 27.3% كانت ما بين الخامسة والأربعين والرابعة والستين، ونسبة 13.2% كانت ضمن فئة الخامسة والستين عاماً فما فوق. وتوزع التركيب الجنسي للسكان بنسبة 47.8% ذكور و52.2% إناث.

## وصلات خارجية
- الموقع الرسمي